# تمرینات پلیومتریک
تمرینات پلایومتریک در دهه ۱۹۶۰ توسط دانشمندان اتحاد جماهیر شوروی ابداع شد. هدف این بود که قدرت پرش ورزشکاران روسی بیشتر شود. به تدریج این تمرینات در بین تمام کشورها رواج پیدا کرد، چون ثابت شد این روش در اکثر ورزش‌هایی که نیازمند دویدن سریع و پرش هستند بسیار مؤثر است. به طور کلی، این شیوه‌ی تمرینی یک مکمل مناسب برای سایر شیوه‌ها و ورزش‌ها است. شما با تمرینات پلیومتریک می‌توانید سطح تناسب اندام خود را بالاتر ببرید و به یک ورزشکار بهتر و حرفه‌ای‌تر دگرگون شوید.

پلایومتریک‌ها تمریناتی هستند که عضلات را قادر می‌سازند تا در کوتاه‌ترین زمان ممکن به حداکثر توان دست یابند. تمرین‌های پلایومتریک در یک مدت کوتاه زمانی نیروی زیادی را از سیستم عصبی و عضلانی ورزشکار می‌گیرد، همچنین فشار زیادی را به مفاصل او وارد می‌کند، اگر این تمرینات خارج از برنامه‌ریزی صحیح و دقیق انجام گیرد ممکن است آسیب‌های سختی را بر روی مفاصل و عضلات ایجاد کند.
تمرینات پلایومتریک شامل حرکاتی می‌‌شوند که ماهیچه‌ها را قادر می‌سازند تا در زمانی کوتاه به بیشینه‌ی توان خود دست پیدا کنند. این تمرین‌ها فشار زیادی را به سیستم عصبی و عضلانی وارد می‌کنند تا توان ورزشی ورزشکاران افزایش پیدا کند و بتوانند ورزش‌های گوناگونی را با نیرو و توان بیشتری انجام دهند.

## سازوکار
درحالی‌که مکانیسم‌های مکانیکی و نوروفیزیولوژیکی متضمن چرخهٔ کشیدگی- کوتاه‌شدگی است، اما ممکن است پیچیده و برای درک ناقص باشند، الگوی حرکتی که چرخهٔ کشیدگی- کوتاه‌شدگی را استنباط می‌کند، نسبتاً درست است. این کار شامل سه مرحله است، اولین آن مرحلهٔ برون‌گرا است که طی آن عضلات آگونیست بارگیری کرده‌اند که باعث ذخیره انرژی الاستیکی به وسیلهٔ چرخهٔ کشیدگی- کوتاه‌شدگی و تحریک دوک‌های عضلانی می‌شوند. مرحله دوم، انتقال بین مرحله برون‌گرا و درون‌گرا است که گاهی اوقات استهلاک یا فاز جفت‌شدن نامیده می‌شود، این فاز شاید در تسهیل بیشتر نیرو، از همه تعیین‌کننده‌تر باشد.
به ویژه آن طور که پیش از این ذکر شد در هنگام نیاز به حداقل رساندن تأخیر یا کم بودن زمان جفت‌شدن. فاز نهایی فاز درون‌گرا است که در طی آن انرژی ذخیره‌شده در چرخهٔ کشیدگی- کوتاه‌شدگی یا برای افزایش تولید توان استفاده می‌شود یا به عنوان گرما هدر می‌رود. الگوی حرکتی توصیف‌شده در بالا اساسی برای تمرینات ویژهٔ پلیومتریک است که واژه‌ای یونانی به معنای اندازه‌گیری بیشتر می‌باشد (پلیو به معنی بیشتر و متریک به معنی اندازه‌گیری) و در جستجوی توسعهٔ بازده نیروی برخاسته از چرخهٔ کشیدگی- کوتاه‌شدگی است. بیشتر تمرینات پلیومتریک بر پایهٔ یک فعالیت پرشی و فراهم نمودن فعالیت برای پایین‌تنه است. اگر چه تمرینات بالاتنه نیز گسترش یافته‌است.
به عنوان نمونه این تمرینات شامل فعالیت‌های پرشی از جمله طناب زنی یک پا و دو پا، پریدن از روی مانع، و پرش‌های رو به پایین از ارتفاعات مختلف است. با هر تلاشی که نیاز به حداکثر تلاش دارد، تأکید بر روی سرعت حرکت است. تجربه نشان می‌دهد که فعالیت‌های پلیومتریک نباید توسط ورزشکاران بی‌تجربه و نا آماده انجام شوند؛ و همچنین نباید در طول دوره‌های طولانی به دلیل خطر آسیب‌دیدگی و شروع سریع خستگی انجام شوند. به دلیل انقباض بالای برون‌گرا که مؤلفهٔ اصلی در پلیومتریک است، شروع خستگی تأخیری عضله (DOMS) به‌طور ثابت و به ویژه در مراحل اولیهٔ برنامهٔ پیش از سازگاری تجربه می‌شود. با این وجود، تمرینات پلیومتریک به امری عادی تبدیل شده و همواره عنصر مهمی از برنامه‌های تمرینی برای افزایش توان ورزشکار هستند. کارایی آن‌ها قابل‌ذکر نیست اما توسط پژوهش‌های تمرینات مختلف، نشان داده‌شده‌است.
برای مثال تومی و دیگران (۲۰۰۴) گزارش کردند که حتی در بازیکنان هندبال آماده، شش هفته تمرینات ترکیبی با وزنه و پلیومتریک، ارتفاع پرش را افزایش می‌دهد (تا حد زیادی به دلیل زمان جفت‌شدن کوتاه‌تر و افزایش نرمی پاها می‌باشد). چنین پیشرفت‌هایی تنها در گروه تمرینات وزنه رخ نمی‌دهند. کرولیان و دیگران (۲۰۰۴) نشان دادند که در افراد تمرین نکرده، برنامه‌های پلیومتریک (۲ بار در هفته برای ۱۵ هفته) سرعت بلند شدن را تا ۸ درصد توسعه می‌دهند و به‌طور قابل‌ملاحظه‌ای (۲۴٪) کارایی مکانیکی پرش زیربیشینه را نیز بهبود می‌بخشند. دیگر پژوهش‌های تمرینی که از تمرینات پلیومتریک استفاده کرده‌اند بهبودهایی در عملکرد نیرو را نیز نشان می‌دهند.